# Estádio Municipal Francisco Ribeiro Nogueira
O Estádio Municipal Francisco Ribeiro Nogueira, conhecido também pelo apelido Nogueirão, é um estádio brasileiro de futebol que foi inaugurado no dia 31 de maio de 1995. Ele está localizado na cidade de Mogi das Cruzes, no estado de São Paulo. Atualmente a capacidade do estádio é de 10.000 pessoas. É a casa do União Mogi e do Clube Atlético Mogi das Cruzes.

## História

### Origem
O local onde está situado o estádio foi adquirido pela empresa Mineração Geral do Brasil em 1942 para a construção de uma usina siderúrgica. Uma área com 2 milhões de m² recebeu a unidade da empresa, um conjunto de 550 moradias para funcionários e um campo de futebol.[carece de fontes?]
A praça esportiva foi administrada pelo Esporte Clube Mineração Geral do Brasil, agremiação ligada à empresa e que reuniu os trabalhadores para as práticas de esportes e lazer. Na presidência de Jamil Harage, a partir de 1957, o clube transformou o local em um centro esportivo, com a instalação de outras estruturas esportivas, como pista de atletismo. Com isso, o local recebeu o nome de Estádio Cavalheiro Nami Jafet.
As dificuldades financeiras da Mineração Geral do Brasil levaram a siderúrgica a entrar em concordata em 1965. Por intervenção do governo federal do Brasil, a empresa passou por intervenção e foi incorporada a CSN (Companhia Siderúrgica Nacional), empresa estatal, em 1967, no regime de comodato.[carece de fontes?]
No ano seguinte foi criada a Cosim (Companhia Siderúrgica de Mogi das Cruzes) para gerir a usina e gerir todo o patrimônio da antiga Mineração Geral do Brasil. Entre eles, o centro esportivo.[carece de fontes?]
Porém, a Cosim é incorporada em 1973 pela Siderbrás (Siderurgia Brasileira), holding estatal que integrou várias companhias siderúrgicas nos estados brasileiros, dentro de uma estratégia de efetivação do segmento no país. Com esta medida, o estádio Nami Jafet foi municipalizado e incorporado ao patrimônio público da Prefeitura de Mogi das Cruzes.[carece de fontes?]

### Grande reforma
O antigo estádio foi demolido e uma nova estrutura foi construída na mesma área em 1995 por parte da Prefeitura local. A inauguração do estádio aconteceu no dia 31 de maio, e recebeu em homenagem o nome do ex-prefeito de Mogi das Cruzes, Francisco Ribeiro Nogueira, que faleceu no dia 26 de maio de 1994, durante a sua gestão frente à administração municipal.

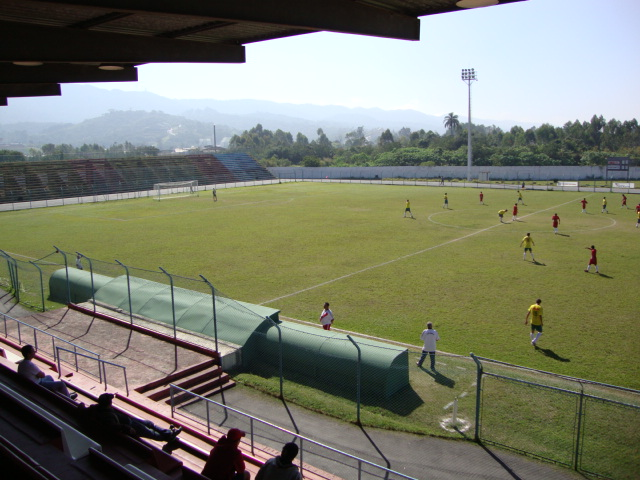
Estádio antes da reforma

## Melhorias
Em vistas da Copa do Mundo do Brasil em 2014, a Prefeitura de Mogi das Cruzes interditou o estádio para uma ampla reforma no local. Mas atrasos fizeram com que o prazo da conclusão das obras fosse estipulado para setembro de 2015. Com isso, União de Mogi e Atlético Mogi ficaram sem seu estádio-sede e não tiveram condições de participar do Campeonato Paulista de Futebol da Segunda Divisão.
Ao todo, o estádio recebeu investimento de R$ 7 milhões, o que resultou em troca do gramado, mudança no sistema de irrigação e implantação de drenagem, reforma em vestiários, implantação de minicampo para aquecimento, sala de fisioterapia e expansão de estrutura para imprensa. No dia 20 de setembro de 2015, o Nogueirão foi reinaugurado.